# Gin House Blues
"Gin House Blues" is de titel van twee verschillende bluesnummers, voor het eerst opgenomen door Bessie Smith. De eerste van deze versies heette daadwerkelijk "Gin House Blues". De tweede, origineel uitgebracht onder de naam "Me and My Gin", is sindsdien bekend geworden door vele coverversies onder de naam "Gin House Blues".
Het oorspronkelijke "Gin House Blues" werd in 1925 geschreven door Fletcher Henderson met tekst van Henry Troy en opgenomen door Bessie Smith met Henderson op 18 maart 1926.
Het nummer dat nu bekend staat onder de naam "Gin House Blues" is een heel ander nummer. Het was oorspronkelijk getiteld "Me and My Gin", en werd opgenomen door Bessie Smith op 25 augustus 1928 en uitgebracht op Columbia Records. Het is geschreven door Harry Burke. Het is dit nummer dat in de loop der jaren door veel muzikanten is opgenomen onder de titel "Gin House Blues", waarbij het auteurschap vaak ten onrechte wordt toegeschreven aan Henderson en Troy.

## Opgenomen versies van "Me and My Gin" onder de titel "Gin House Blues"
- Bessie Smith: voor het eerst opgenomen onder de titel "Me and My Gin" op 25 augustus 1928 in New York.
- Nina Simone: verschillende versies verschijnen op haar albums Forbidden Fruit en 'Nuff Said! plus in een liveversie op The Great Show Live in Paris.
- The Boston Crabs: als "Gin House", de B-kant van hun Britse single "You Didn't Have To Be So Nice" uit 1966.
- The Animals: het verscheen op hun albums Animalisms (Britse uitgave) en de overeenkomstige Animalization (Amerikaanse uitgave) uit 1966.
- Buster Bailey (op Buster Bailey Story, 1926-1945).
- Cuby & the Blizzards: deze Drentse band bracht het nummer uit op hun Edison Award-winnende debuutalbum Desolation in 1966.
- Amen Corner: deze band bracht het nummer in 1967 uit als single; het bereikte nummer 12 in de UK Singles Chart en plek 18 in de Nederlandse Top 40. Andy Fairweather Low, de leadzanger van de band, heeft het nummer ook regelmatig uitgevoerd nadat hij een solo-carrière begonnen is.
- Little Brother Montgomery.
- Duffy Power.

## NPO Radio 2 Top 2000
| Nummer met noteringen in de NPO Radio 2 Top 2000 | '99  | '00 | '01-'04 | '05  | '06 | '07  |
| ------------------------------------------------ | ---- | --- | ------- | ---- | --- | ---- |
| Gin House Blues (Amen Corner)                    | 1639 | 856 | -       | 1514 | -   | 1966 |

1. ↑  Een '-' betekent dat het nummer niet was genoteerd en een vetgedrukt getal geeft de hoogste notering aan.
2. ↑  Deze tabel is bijgewerkt tot en met de laatste editie (2024).